# Louis-Simon Dereure
Simon (dit Louis-Simon) Dereure, est né le 1er décembre 1838 à Lapalisse (Allier) et mort le 18 juillet 1900 à Paris (XVIIIe arrondissement). Simple artisan-ouvrier cordonnier, il devint un syndicaliste engagé, militant politique du socialisme guesdiste et membre de l'Association internationale des travailleurs. En novembre 1870, Louis Simon Dereure est élu maire adjoint du XVIIIe arrondissement de Paris auprès de Georges Clemenceau maire et de  Victor Jaclard ( place des Abbesses, ancienne Mairie de Montmartre ), devenant ainsi une des personnalités incontournables de la Commune de Paris.

## Biographie

### Jeunesse
Apparenté à une vieille famille d'origine lapalissoise dans la lignée industrielle et artisanale du minotier Étienne Dereure négociant en grains et farines, lequel obtint sous le Second Empire du garde des Sceaux et ministre de la justice Jean-Pierre Abbatucci, signataire du décret du 19 juin 1857, l'autorisation confirmant « le droit d'établir une usine destinée à moudre du blé sur la rivière de la Besbre, commune de Lapalisse (Allier). »

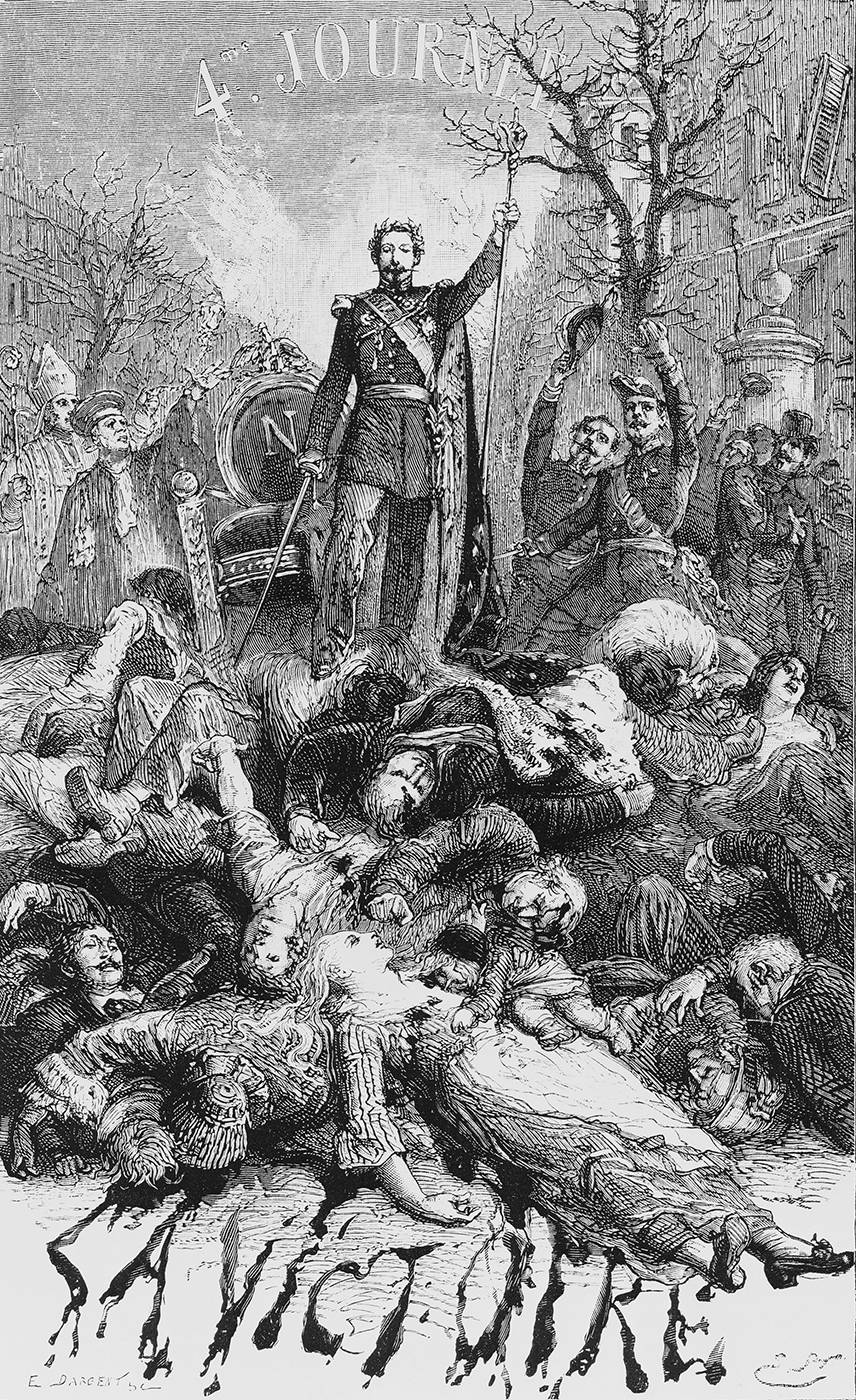
Illustration de Ernest Yan Dargent pour L'Histoire d'un crime par Victor Hugo. Gravure début XIXe siècle.

Fils aîné d'un modeste artisan, Louis Simon Dereure exerce la simple profession d'ouvrier cordonnier comme son père, décédé à l'âge de 41 ans en 1852, année du rétablissement de l'Empire par Louis Napoléon Bonaparte à la suite du coup d'État du 2 décembre 1851. La résistance au coup d’État fut particulièrement rude à Lapalisse, où l'adolescent qu'il était connut la tragique rébellion de sa ville natale, qui fut l'un des principaux foyers d'opposition républicaine en France. Deux parents du jeune Simon, jugés comme de dangereux propagandistes anti-bonapartistes, seront condamnés par les Commissions mixtes de l'Allier et déportés le 2 décembre 1852 vers l'Algérie. Dans son ouvrage Histoire d'un crime paru dès 1852, Victor Hugo évoque l'insurrection de Lapalisse à la suite de l'opposition des démocrates venus du Donjon et des campagnes environnantes. À Paris, l'écrivain, membre de l'Assemblée nationale où il s'opposa avec une véhémente fermeté politique contre le coup d'état fomenté par le  futur Napoléon III, fut accusé d'avoir menacé à la sûreté de l’État et, pressentant que les foudres de la loi ne viennent permettre la prononciation de sa condamnation et de sa déportation inéluctable, préféra prendre les devants (exil de Victor Hugo) pour s'expatrier en territoire anglais sur l'île de Jersey. Exilé sur cette île d'outre-Manche loin des agitations politiciennes parisiennes ou nationales, le poète proscrit y séjourna avec son vieil ami de lutte, son très cher Barthélémy Terrier, qui fut parlementaire du département de l'Allier et maire du Donjon en 1851 pendant les tragiques évènements de Lapalisse. Témoin direct de cette violente jacquerie républicaine, l'adolescent Simon Dereure, qui voue déjà une haine viscérale envers le nouveau régime autocratique institué par Badinguet, n'a que 15 ans en 1854, quand il est impliqué pénalement pour la première fois dans une société politique secrète dite de La Marianne, fréquentation sacrilège qui lui valut alors deux mois d'emprisonnement.
Orphelin à 14 ans à la mort de son père, laissant seule sa mère, Anne Vareille, Louis Simon Dereure est l'aîné d'une fratrie de trois enfants, dont Jean Nicolas, qui fut boulanger, et Jean, qui exerça le métier d'ébéniste. À tout juste 25 ans, en 1863, désirant rompre une vie routinière et sans réel idéal, Simon Dereure décide de  monter à Paris, où il s'installe dans le quartier des Grandes-Carrières. L'année suivante, des bans de nuptialité publiés par les services de l’État civil de la mairie du 18e arrondissement (ancienne Mairie de la place des Abbesses à Montmartre) annoncent peut-être prématurément, le 30 octobre 1864, un premier mariage du cordonnier Dereure, habitant alors au 4 rue des Moulins (actuelle rue Norvins), avec une certaine demoiselle Boizot, habitant chez ses parents au 7 rue Neuve-Véron. Pour des raisons obscures, ce premier projet de mariage fut très vite démenti et n'eut pas de suite.

### Débuts syndicaux
Lorsque s'ouvre à Paris, sur le Champ-de-Mars, l'Exposition universelle française de 1867, les délégations ouvrières (Commissions ouvrières), encore très peu représentatives à l'exposition et très peu structurées pour défendre les intérêts de leurs corporations professionnelles, commencent enfin à s'organiser. D'après les journaux Le Temps et Le Siècle, ce fut précisément le 1er juin 1867 que fut fondée la première Chambre syndicale des ouvriers cordonniers-bottiers de Paris, où Louis Simon Dereure apparait comme l'un des 21 syndics signataires de cette création. À la suite de l'abrogation de la loi Le Chapelier (1791), créant un délit de coalition, par la loi Ollivier du 25 mai 1864, sous le Second Empire, le droit de grève apparait en France. Le monde du prolétariat ouvrier, acteur de cette « révolution industrielle du XIXe siècle », commence laborieusement à s'organiser et à prétendre légitimement à quelques protections ou avancées sociales. La légalisation des premières chambres syndicales (syndicats) jusque-là très peu tolérées par le régime autocratique de Napoléon III, commence timidement à voir le jour.
« (…) La Chambre se fit autoriser à titre de bureau de placement, le délégué à ce service, M. Dereure recevait une indemnité de 5 francs par jour ; ce bureau installé d'abord rue de l'Arbre-Sec, 32, fut transféré rue des Bons-Enfants en 1869. (…) »

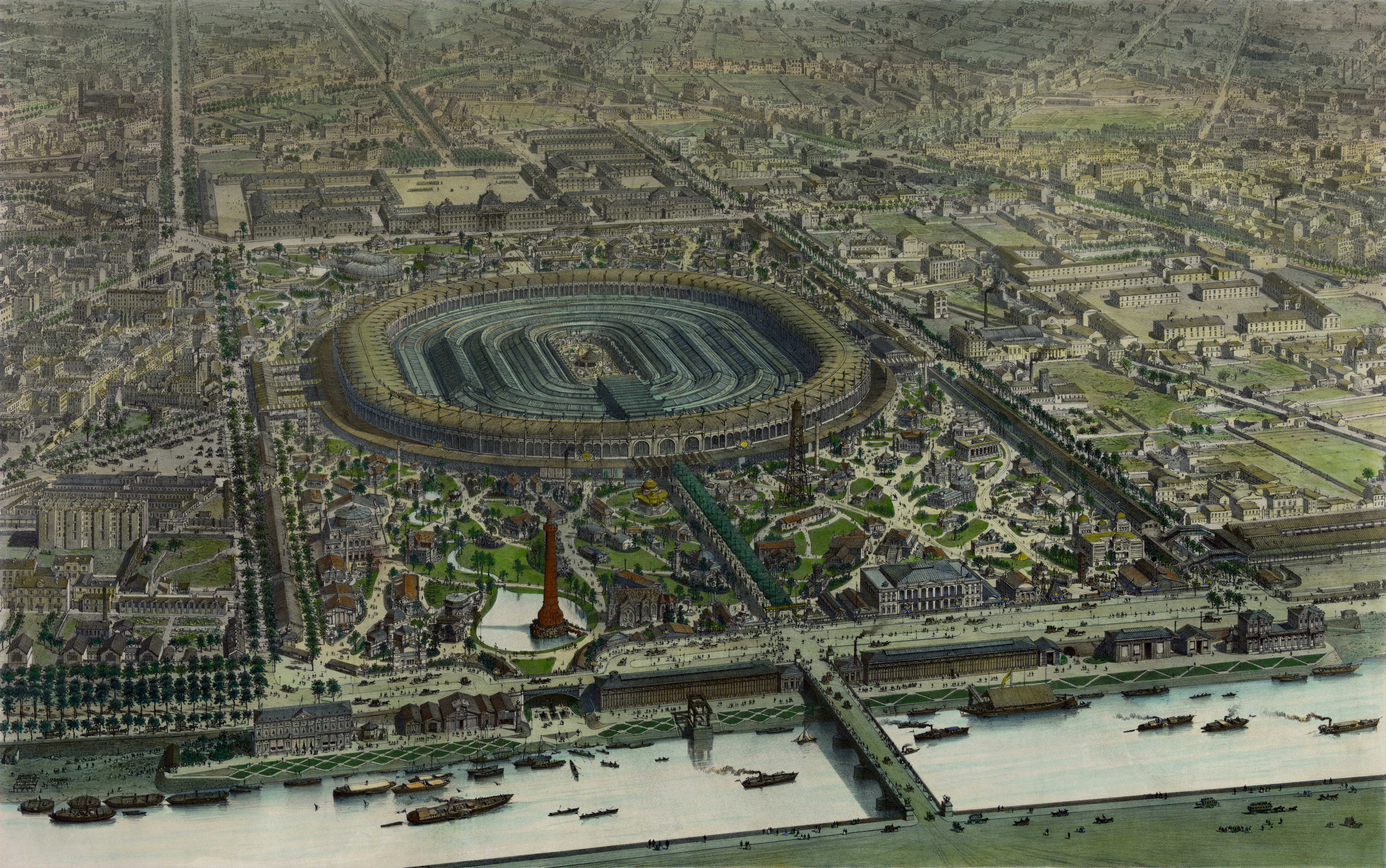
Vue officielle a vol d'oiseau de l'exposition universelle de 1867.

Le 30 décembre 1868, fut un grand jour dans la vie personnelle du cordonnier Louis Simon Dereure, âgé de tout juste 30 ans, qui convola en justes noces à la mairie du XVIIIe arrondissement (ancienne mairie des Abbesses à Montmartre) avec une jeune Normande originaire de Vatteville, une certaine demoiselle Caroline Ortance Poitray, âgée de 25 ans, piqueuse de bottines de son état et habitant sur la butte Montmartre chez son époux au 19 de la Chaussée de Clignancourt. Selon son acte de mariage, Simon Dereure se maria en présence de sa mère Anne Vareille, habitant alors passage du Chantier, et eut comme témoins ses deux frères Jean, boulanger & ébéniste.

### 1869 - 1870: les débuts frondeurs d'un syndicaliste et militant politique
En septembre 1869, Simon Dereure, représentant la Chambre syndicale des ouvriers cordonniers bottiers de Paris, est envoyé comme délégué français au IVe Congrès ouvrier de l'Association internationale des travailleurs à Bâle.
En 1870, il est condamné à trois ans de prison pour atteinte à la sûreté de l'État. La proclamation de la République le 4 septembre 1870 le libère. Il est membre du Comité de vigilance et du 61e bataillon de la Garde nationale du XVIIIe arrondissement, dirigé par le maire Georges Clemenceau. Après le soulèvement du 31 octobre 1870 auquel il prend part, il est élu le 5 novembre maire-adjoint du XVIIIe arrondissement aux côtés de Clemenceau, élu maire.

### L'insurrection parisienne du 18 mars 1871
Il participe au soulèvement du 22 janvier 1871 contre le gouvernement de la Défense nationale.
Le 26 mars Simon Dereure est élu au Conseil de la Commune par le XVIIIe arrondissement. Il siège à la commission des Subsistances et à celle de la Justice (21 avril). Le 16 mai 1871, il est nommé Commissaire civil auprès du général Jaroslaw Dombrowski. Il vote pour la création du Comité de Salut public. Pendant la Semaine sanglante, il combat sur les barricades, il parvient à se réfugier en Suisse, mais est condamné à mort par contumace  par le 4e Conseil de Guerre en avril 1873.
Établi à New-York dès 1871, il milite dans l'Association internationale des travailleurs et au congrès de La Haye en 1872, il vote l'exclusion de Bakounine et est élu au Conseil de l'Internationale. Revenu en France après l'amnistie de 1880, il adhère au Parti ouvrier mais échoue à toutes ses tentatives pour devenir député.

## Notices biographiques
- Jacques Rougerie, La Commune et les communards, Folio Histoire (réuni le Paris Insurgé et le Procès des communards), édition Gallimard 2018.
- Michel Cordillot, Aux origines du Socialisme moderne. La Ire Internationale, La Commune de Paris, l'Exil, édition de l'Atelier, Paris, 2010.
- Ian Brossat, Louis-Simon DEREURE (1838-1900) : Un artisan qui incarne un tour de force pour son époque. in L'Humanité, vendredi 21 juillet 2011.
- Jules Clère, Les hommes de la Commune : Biographie complète de tous ses membres, Paris, Libraire-éditeur É. Dentu, 1871, 195 p. (lire en ligne sur Gallica), p. 76-77.
- Enquête sur la Commune, déposition de Simon Dereure, etc., parue dans La Revue blanche, 8e année, tome XII, n°91, 15 mars 1897 (Dereure pages : 275-277. Un portrait de Trinquet à la place de celui de Dereure (sur Gallica).
- Paul Delion, Les membres de la Commune et du Comité central, Paris, A. Lemerre éditeur, août 1871, 446 p. (lire en ligne sur Gallica), p. 79-83.
- Léon Osmin, Figures de Jadis, Les pionniers obscurs du socialisme', édition Nouveau Prométhée, Paris, 1934. Lettre-préface de Léon Blum.
- Bernard Noël, Dictionnaire de la Commune, Coaraze, L'Amourier éditions, coll. « Bio », avril 2021 (1re éd. 1971), 799 p. (ISBN 978-2-36418-060-4, ISSN 2259-6976, présentation en ligne), p. 261-262.
- « Notice Dereure Simon [Dereure Louis, Simon] », sur maitron.fr, Le Maitron, dictionnaire bibliographique du mouvement ouvrier et du mouvement social, Association Les Amis du Maitron (consulté le 7 août 2021).
- « Notice Dereure Simon [Louis, Simon] [Dictionnaire biographique du mouvement social francophone aux États-Unis] », Le Maitron (consulté le 7 août 2021).